# Luna Solomon
Luna Solomon (1º gennaio 1994) è una tiratrice a segno eritrea, rifugiata nella Confederazione elvetica. È specializzata nella squadra degli carabina 10 metri aria compressa. Ha fatto parte della squadra degli Atleti Olimpici Rifugiati ai Giochi olimpici estivi di Tokyo 2020.

## Biografia
Originaria dell'Eritrea, è dovuta fuggire dal proprio paese natale, e si è trasferita in Svizzera nel 2015, dove ha richiesto la protezione internazionale. 
Ha iniziato a praticare il tiro a segno partecipando al progetto sperimentale Make a Mark, fondato dal triplice oro olimpico italiano Niccolò Campriani e finanziato con donazioni e crowdfunding, il cui scopo è stato quello di allenare alcuni rifugiati senza alcuna esperienza nel tiro, con il fine ultimo di ottenere la qualificazione per i Giochi olimpici estivi di Tokyo 2020.
Il progetto ha ottenuto il supporto di UNHCR e CIO ed è stato documentato nella serie televisiva Taking Refuge: Target Tokyo 2020, pubblicata su Olympic Channel, che ha vinto il premio della critica "Bruno Beneck" al festival internazionale Sport Movies & Tv di Milano.
È quindi riuscita ad otternere la qualificazione alle Olimpiadi del 2020, dove ha gareggiato nella gara di carabina 10 metri aria compressa, sotto la guida di Niccolò Campriani, divenuto suo allenatore nella squadra degli Atleti Olimpici Rifugiati ai Giochi della XXXII Olimpiade. In gara si è classificata al cinquantesimo posto in classifica.

## Filmografia
- Taking Refuge: Target Tokyo 2020 (documentario, serie televisiva, 2020)